# Fleming (Familienname)
Fleming ist ein Familienname.

## Namensträger

### A
- Al Fleming (1954–2003), US-amerikanischer Basketballspieler
- Alexander Fleming (1881–1955), britischer Mediziner, Bakteriologe und Pharmakologe
- Alexander Fleming (Fußballspieler) (* 2005), anguillanischer Fußballspieler
- Amalia Fleming (1912–1986), griechische Politikerin
- Andrew Fleming (Archäologe), britischer Prähistoriker
- Andrew Fleming (Regisseur) (* 1963), US-amerikanischer Regisseur
- Andrew Fleming (Fußballspieler) (* 1987), englischer Fußballspieler
- Anette Fleming (* 1960), deutsche Filmeditorin
- Aretas B. Fleming (1839–1923), US-amerikanischer Politiker
- Austin Fleming, Pseudonym von Laura Lemon (1866–1924), kanadische Komponistin und Pianistin

### B
- Bart Fleming (* 1942), US-amerikanischer Offizier, Beamter, Lehrer, Gastdozent und Politiker
- Billie Fleming (1914–2014), britische Radsportlerin
- Bonnie Fleming, US-amerikanische Teilchenphysikerin
- Brian Fleming (* 1946), irischer Politiker

### C
- Cailey Fleming (* 2007), US-amerikanische Schauspielerin
- Cameron Fleming (* 1992), US-amerikanischer American-Football-Spieler
- Caroline Fleming (* 1975), dänisches Model und Moderatorin
- Charlie Fleming (1927–1997), schottischer Fußballspieler
- Charles A. Fleming (1916–1987), neuseeländischer Ornithologe und Umweltaktivist
- Charles Fleming (Autor), US-amerikanischer Autor
- Charles James Fleming (1839–1904), britischer Politiker
- Charles Theodore Fleming (1907–2005), britischer Kommandant der Royal Navy während des 2. Weltkrieges
- Chris Fleming (* 1970), US-amerikanischer Basketballspieler und Trainer
- Clas Eriksson Fleming (um 1530–1597), schwedisch-finnischer Adliger und Admiral
- Clas Larsson Fleming (1592–1644), schwedisch-finnischer Adliger und Admiral
- Colin Fleming (* 1984), britischer Tennisspieler
- Craig Fleming (* 1971), englischer Fußballspieler
- Curtis Fleming (* 1968), irischer Fußballspieler

### D
- Dave Fleming (* 1969), US-amerikanischer Baseballspieler
- David Fleming (Franziskaner) (1851–1915), irischer Generalvikar
- David Fleming, Lord Fleming (1877–1944), schottischer Politiker und Richter
- David Fleming (Autor) (1940–2010), britischer Wirtschaftswissenschaftler, Kulturhistoriker und Autor
- David Fleming (Komponist), US-amerikanischer Filmkomponist
- Don Fleming (* 1957), US-amerikanischer Musiker
- Donald Fleming (1905–1986), kanadischer Politiker

### E
- Edward Fleming (1924–1992), dänischer Filmregisseur, Drehbuchautor und Schauspieler
- Eric Fleming (1925–1966), US-amerikanischer Schauspieler
- Erin Fleming (1941–2003), kanadische Schauspielerin

### F
- Fergus Fleming (* 1959), britischer Autor
- Francis Fleming (1842–1922), britischer Kolonialgouverneur
- Francis P. Fleming (1841–1908), US-amerikanischer Politiker
- Francisco de Almeida Fleming (1900–1999), brasilianischer Schauspieler, Drehbuchautor, Regisseur, Produzent und Kameramann

### G
- Gerald Fleming (Gerhard Flehinger; 1921–2006),  deutsch-englischer Sprachlehrer und Historiker
- Gerry Fleming (* 1967), kanadischer Eishockeyspieler und -trainer
- Graham Fleming (* 1949), britisch-US-amerikanischer Chemiker
- Griseldis Fleming (* 1933), deutsche Schriftstellerin

### H
- Hans Fleming (Hans Fleminck, um 1545–1623), flämischer Baumeister, Steinmetz und Bildhauer
- Harold Fleming (1887–1955), englischer Fußballspieler
- Harold C. Fleming, US-amerikanischer Anthropologe und Linguist
- Heinrich I. Fleming, deutscher Geistlicher, Bischof von Ermland
- Herman Fleming, schwedisch-finnischer Adliger und finnischer Generalgouverneur
- Hermann Pedersson Fleming (1520–1583), schwedischer Militär und Staatsmann

### I
- Ian Fleming (1908–1964), britischer Schriftsteller, Autor von James Bond
- Ian Fleming (Schauspieler) (1888–1969), australischer Schauspieler
- Ian Fleming (Chemiker) (* 1935), englischer Chemiker
- Ian Fleming (Fußballspieler) (* 1953), schottischer Fußballspieler
- Ian Fleming (Administrator), Administrator auf Tristan da Cunha
- Ingrid Fleming (* 1966), deutsche Biochemikerin und Pharmakologin

### J
- James Fleming, 7. Baron Slane, irischer Politiker
- James Fleming (Politiker, 1839), kanadischer Politiker, Mitglied des House of Commons of Canada
- James Fleming (Rugbyspieler), schottischer Rugbyspieler
- James Fleming (Fußballspieler) (1864–1934), schottischer Fußballspieler
- James Henry Fleming (1872–1940), kanadischer Vogelkundler
- James W. Fleming (1867–1928), US-amerikanischer Geschäftsmann, Bankier und Politiker
- Jaqueline Fleming (* 1977), US-amerikanische Schauspielerin
- Jasmine Fleming (* 2003), australische Beachvolleyballspielerin
- Jimmy Fleming (Fußballspieler, 1903) (James William Fleming; 1903–1969), schottischer Fußballspieler
- Jimmy Fleming (Fußballspieler, 1929) (James Freeburn Fleming; 1929–2019), schottischer Fußballspieler
- Jimmy Fleming (Fußballspieler, 1952) (James Fleming; * 1952), schottischer Fußballspieler
- Jeff Fleming (* 1979), neuseeländischer Fußballspieler
- Jeffrey Fleming (* 1966), US-amerikanischer Geistlicher, Bischof von Great Falls-Billings
- Jessie Fleming (* 1998), kanadische Fußballspielerin
- Joan Fleming (Autorin) (1908–1980), britische Schriftstellerin
- Joan Fleming (Psychologin) (1904–1980), US-amerikanische Psychologin
- Johann Friedrich von Fleming (1670–1733), deutscher Wildmeister und Schriftsteller
- John Fleming, 5. Lord Fleming († 1572), Lord Chamberlain of Scotland
- John Fleming (Siedler) (1735–1791), amerikanischer Offizier und Siedler
- John Fleming (Politiker, 1743) (1743–1802), konservativer englischer Politiker
- John Fleming (Mediziner) (1747–1829), Schotte, britischer Mediziner, Botaniker und Politiker
- John Fleming (Zoologe) (1785–1857), schottischer Zoologe und Geologe
- John Fleming (Politiker, 1819) (1819–1877), kanadischer Politiker
- John Fleming (Devonport), britischer Politiker
- John Fleming (Politiker, 1847) (1847–1925), schottischer Politiker
- John Fleming (Sportschütze) (1881–1965), britischer Sportschütze
- John Fleming (Fußballspieler, 1889) (1889–1916), schottischer Fußballspieler
- John Fleming (Kunsthistoriker) (1919–2001), britischer Kunsthistoriker
- John Fleming (Bischof) (* 1948), irischer Geistlicher, Bischof von Killala
- John Fleming (Manager) (* 1951), britischer Industriemanager
- John Fleming (Fußballspieler, 1953) (* 1953), englischer Fußballspieler
- John Fleming (Rugbyspieler) (* 1953), neuseeländischer Rugby-Union-Spieler
- John Fleming (Leichtathlet) (* 1959), australischer Sprinter
- John Fleming (DJ) (John '00' Fleming), britischer DJ und -Produzent
- John Adam Fleming (1877–1956), US-amerikanischer Geophysiker
- John Ambrose Fleming (1849–1945), britischer Elektroingenieur und Physiker
- John C. Fleming (* 1951), US-amerikanischer Politiker
- John Willis Fleming (1781–1844), englischer Politiker
- Joseph Fleming (1883–1960), US-amerikanischer Sprinter
- Joy Fleming (1944–2017), deutschsprachige Soulsängerin
- Juan Díaz Fleming (* 1937), chilenischer Bildhauer
- Julia Spencer-Fleming (* 1961), US-amerikanische Schriftstellerin

### K
- Kate Fleming (1965–2006), US-amerikanische Hörbuchsprecherin
- King Fleming (1922–2014), US-amerikanischer Jazz-Pianist

### L
- Lars Ivarsson Fleming († 1562), schwedischer Staatsmann
- Leopoldo Fleming (1939–2025), amerikanischer Jazzmusiker
- Lisa Kim Fleming (* 1985), amerikanisches Model
- Lone Fleming (* 1945), dänische Schauspielerin
- Louis-Constant Fleming (* 1946), französischer Politiker
- Lucy Fleming (* 1947), britische Schauspielerin

### M
- Malcolm Fleming, 3. Lord Fleming (um 1494–1547), schottischer Adliger
- Melissa Fleming (* vor 1982), US-amerikanische Journalistin und UN-Beamtin
- Michael Fleming (* ≈1935), US-amerikanischer Jazzmusiker

### N
- Nancy Fleming (1911–1988), neuseeländische Badmintonspielerin
- Neil Fleming (* 1950), englischer Fußballspieler

### O
- Orlando le Fleming (* 1976), britischer Cricketspieler und Jazzmusiker
- Osbourne Fleming (* 1940), anguillanischer Politiker, Chief Minister

### P
- Paul Fleming (1609–1640), deutscher Lyriker
- Peggy Fleming (* 1948), US-amerikanische Eiskunstläuferin
- Peter Fleming (Schriftsteller) (1907–1971), britischer Schriftsteller
- Peter Fleming (Tennisspieler) (* 1955), US-amerikanischer Tennisspieler

Peter Fleming ist das Pseudonym folgender Personen:
- Ole Ege, dänischer Filmproduzent, Schriftsteller und Museumsdirektor
- Philip Fleming (1889–1971), britischer Ruderer

### R
- Raymond H. Fleming (1889–1974), Generalmajor der US Army und der Nationalgarde von Louisiana
- Rebekka Fleming (1944–2014), deutsche Schauspielerin
- Reg Fleming (Reginald Stephen Fleming; 1936–2009), kanadischer Eishockeyspieler
- Renée Fleming (* 1959), US-amerikanische Sopranistin
- Rhonda Fleming (1923–2020), US-amerikanische Schauspielerin
- Robert Fleming (Pastor) (1630–1694), englischer presbyterianischer Pastor
- Robert Fleming (Bankier) (1845–1933), schottischer Bankier und Mäzen
- Robert Fleming (Komponist) (1921–1976), kanadischer Komponist
- Robert Fleming (Snookerspieler), englischer Snookerspieler
- Robert John Fleming (Politiker) (1854–1925), kanadischer Geschäftsmann und Politiker, Bürgermeister von Toronto
- Robert John Fleming (Gouverneur) (Robert John Fleming, Jr.; 1913–1984), US-amerikanischer Offizier und Gouverneur der Panamakanalzone
- Robert Loren Fleming (* 1956), US-amerikanischer Comicautor
- Robin Fleming (* 1956), US-amerikanische Mittelalterhistorikerin

### S
- Sandford Fleming (1827–1915), kanadischer Ingenieur und Landvermesser
- Seán Fleming (* 1958), irischer Politiker (Fianna Fáil)
- Seymour Dorothy Fleming (1758–1818), britische Adelige
- Stefan Fleming (* 1959), österreichischer Schauspieler, Sprecher und Moderator
- Stuart J. Fleming (* 1943), US-amerikanischer Physiker und Archäologe, Direktor des Museum Applied Science Center for Archaeology in Pennsylvania

### T
- Thea Fleming (* 1942), niederländische Schauspielerin
- Thomas Fleming (Publizist) (* 1945), US-amerikanischer römisch-katholisch-traditionalistischer Publizist
- Thomas B. Fleming, US-amerikanischer Dokumentarfilmer
- Thomas Courtney Fleming (1907–2006), US-amerikanischer Bürgerrechtler
- Thomas James Fleming (1927–2017), US-amerikanischer Historiker
- Thomas Placidus Fleming (1642–1720), Abt des Regensburger Schottenklosters
- Tom Fleming (Baseballspieler) (Thomas Vincent Fleming; 1873–1957), US-amerikanischer Baseballspieler
- Tom Fleming (Fußballspieler) (Thomas Nicholson Fleming; 1894–1948), schottischer Fußballspieler
- Tom Fleming (Schauspieler) (Thomas Kelman Fleming; 1927–2010), britischer Schauspieler
- Tom Fleming (Marathonläufer) (Thomas J. Fleming; 1951–2017), US-amerikanischer Marathonläufer
- Tom Fleming (Politiker) (* 1951), irischer Politiker

### V
- Valentine Fleming (1882–1917), britischer Unterhausabgeordneter
- Valerie Fleming (* 1976), US-amerikanische Bobsportlerin
- Vern Fleming (* 1962), US-amerikanischer Basketballspieler
- Victor Fleming (1889–1949), US-amerikanischer Filmregisseur und Kameramann
- Victor Fleming (Basketballspieler) (* 1962), US-amerikanischer Basketballspieler

### W
- Wayne Fleming (1950–2013), kanadischer Eishockeytrainer
- Wendell Fleming (1928–2023), US-amerikanischer Mathematiker
- William Fleming (Gouverneur) (1729–1794), US-amerikanischer Politiker
- William Fleming (Jurist) (1736–1824), US-amerikanischer Jurist und Politiker
- William Bennett Fleming (1803–1886), US-amerikanischer Politiker
- William Henry Fleming (1856–1944), US-amerikanischer Politiker
- Williamina Fleming (1857–1911), US-amerikanische Astronomin